# Sonkodi Sándor
Sonkodi Sándor (Makó, 1938. július 26. – Szeged, 2023. október 4.) magyar orvos, belgyógyász, egyetemi tanár. Az orvostudományok kandidátusa (1979), az orvostudományok doktora (1992).

## Életpályája
Szülei dr. Sonkodi Sándor (1904–1980) és dr. Ferdinánd Mária voltak. 1952–1956 között a makói József Attila Gimnázium diákja volt. 1956–1962 között a SZOTE hallgatója volt. 
1962–1964 között a szentesi kórházban dolgozott belgyógyászként. 1964–1973 között a SZOTE II. sz. Belgyógyászati Klinika tanársegéde volt. 1967-ben belgyógyász, 1984-ben nefrológus, 1998-ban hipertonológus, 2000-ben lipidológus, 2006-ban pedig foglalkozás-orvostani, 2012-ben egészségbiztosítási szakvizsgát tett. 1973-tól az I. sz. Belgyógyászati Klinikán dolgozott. 
1982–1993 között a Magyar Kardiológiai Társaság hipertónia szekciójának vezetőségi tagja volt. 1987–2008 között igazgatta a Nephrologia II. Akut Dialízis osztályt. 1988–2003 között a Magyar Belgyógyász Társaság vezetőségi tagja volt. 1989–1990 között a Magyar Nefrológiai Társaság főtitkára, 1990–1994 között elnöke volt. 1990–2008 között egyetemi tanár, a klinika igazgató-helyettese volt. 1992–2008 között a Nephrologia-Hypertonia Centrumot vezette. 1996–2000 között az Európai Nefrológiai Társaság vezetőségi tagja volt. 2006 óta az epidemiológiai bizottság elnöke volt. 2008-ban emeritus professzor lett.
Tanulmányútjai során megfordult Glasgowban és Manchesterben is. Kutatási területe a hipertónia és a hipertóniás szervi elváltozások kórélettana, valamint a renin-angiotensin rendszer szerepe.

## Magánélete
1970-ben házasságot kötött Bandl Erzsébettel. Három gyermekük született: Balázs (1970), Barbara (1971) és Bálint (1975).

## Művei
- Magas vérnyomásos betegek életmódja, kezelése és gondozása; Csongrád Megyei Köjál, Szeged, 1985 (Egészségnevelési segédanyagok Csongrád Megyei KÖJÁL Egészségnevelési Osztály)
- Nefrológia; szerk. Makó János, Sonkodi Sándor; Springer Hungarica, Bp., 1995 (Háziorvos könyvek)

## Díjai
- Kiváló Munkáért-érdemérem (1981)
- a Kidney-alapítvány érme (1993)
- Gömöri Pál-emlékérem (1999)
- Korányi Sándor-díj (2000)
- Charles Simonyi-ösztöndíj (2000)
- Széchenyi professzor ösztöndíj (2000-2003)
- Batthyány-Strattmann László-díj (2002)
- Magyar Belgyógyász Társaság emlékérem (2006)
- Magyar Nephrologiáért Életműdíj (Debrecen, 2009)
- ERA-EDTA Distinguished Fellow (2011)
- Gróf Klebelsberg Kunó-díj emeritus fokozata (2013)